# José Correia Leite
José Benedito Correia Leite (São Paulo, 23 de agosto de 1900 — 27 de fevereiro de 1989) foi um dos principais jornalistas da imprensa negra paulista do início do século XX e uma das principais personalidades históricas do movimento negro brasileiro.
Filho mestiço de uma empregada doméstica negra, não conheceu o pai e viveu a juventude na pobreza, trabalhando em ofícios humildes, mas recebeu estímulo de uma professora para estudar na escola que ela mantinha. A escola fechou pouco depois, continuando seus estudos em um colégio mantido pela maçonaria, e depois em um curso de alfabetização do Mosteiro de São Bento, mas teve dificuldades de aprendizagem, até que conheceu Jayme de Aguiar, um ativista ilustrado com quem fez amizade e que lhe ministrou aulas particulares.
Com 24 anos já se tornara um ativista, sendo co-fundador, com Aguiar, do jornal O Clarim d'Alvorada, ali desempenhando as funções de diretor responsável, redator, repórter e gráfico. Segundo Rosangela Ferreira de Souza, O Clarim "foi um dos jornais que mais se destacaram em São Paulo, marcando a história da imprensa negra. Fundado para ser um jornal literário, tornou-se arma de luta contra a situação do negro na sociedade brasileira". Simpatizava com o ideal de um socialismo democrático e em seus artigos articulava história e política, relacionando a exclusão social experimentada pelos negros com o processo de implantação do trabalho assalariado e a aceleração do capitalismo e da industrialização no país.
Participou das atividades do Centro Cívico Palmares. Através dos contatos que estabeleceu pelo jornal e pela Frente Negra Brasileira, importante agremiação que ajudara a criar em 1931, da qual foi conselheiro, teve conhecimento do contexto de discriminação racial dos Estados Unidos, o que viria a influenciar sua atividade. Foi um dos idealizadores do Primeiro Congresso da Mocidade Negra Brasileira, em 1929.
Rompeu com seus primeiros companheiros mais tarde por divergências ideológicas, e em 1932 participou da idealização e fundação do Clube Negro de Cultura Social. Na década de 1940 estava entre os fundadores da Associação dos Negros Brasileiros e editou o Alvorada, jornal da entidade. Foi presidente do Conselho da Associação Cultural do Negro por quase dez anos. Colaborou com pesquisadores acadêmicos e com a revista Niger. Depois de se aposentar, dedicou-se à pintura, fazendo algumas exposições. Foi biografado por Luís Carlos Silva no livro E disse o velho militante José Correia Leite (1989).
Florestan Fernandes o considerava um dos grandes nomes do movimento negro brasileiro. Na apreciação de Maria Cláudia Cardoso Ferreira, apesar de ser praticamente um autodidata de formação precária, era "um líder nato" e "tornou-se um intelectual com o decorrer dos anos, a partir da prática cotidiana, assim como inúmeros outros que lideraram empreendimentos políticos naqueles anos. O reconhecimento de suas qualidades intelectivas se deu preferencialmente no interior do próprio meio político negro".
É bisavô de Guto Zacarias, deputado estadual por São Paulo. 